# Кирнова Євдокія Гаврилівна
Євдокія Гаврилівна Кирнова (15 вересня 1923, хутір Рубашкін, Мартиновський район, Ростовська область, РРФСР, СРСР — 1 липня 2004, Кривий Лиман, Мартиновський район, Ростовська область, Росія) — колгоспниця, Герой Соціалістичної Праці (1971).

## Біографія
Народилася 15 вересня 1923 року в селянській сім'ї на хуторі Рубашкін Мартиновського району Ростовської області. У 1944 році вступила в радгосп «Новомартиновський», де працювала трактористкою. Очолювала жіночу тракторну бригаду. Пропрацювала на тракторі протягом 48 років. За доблесну працю удостоєна в 1971 році звання Героя Соціалістичної Праці.
У 1998 році вийшла на пенсію і проживала на хуторі Червоний Лиман, де померла 31 липня 2004 року.

## Нагороди
- Герой Соціалістичної Праці — Указом Президії Верховної Ради від 8 квітня 1971 року.
- Орден Леніна (1971);
- Орден Дружби народів;
- Орден «Знак Пошани».